# Salașka, Brodî
Salașka (în ucraineană Салашка) este un sat în comuna Suhovolea din raionul Brodî, regiunea Liov, Ucraina.

## Demografie
Componența lingvistică a localității Salașka
     Ucraineană (100%)
Conform recensământului din 2001, toată populația localității Salașka era vorbitoare de ucraineană (100%).